# KLF12
KLF12 (англ. Kruppel like factor 12) – білок, який кодується однойменним геном, розташованим у людей на короткому плечі 13-ї хромосоми. Довжина поліпептидного ланцюга білка становить 402 амінокислот, а молекулярна маса — 44 240.
| 10         |  | 20         |  | 30         |  | 40         |  | 50         |
| ---------- |  | ---------- |  | ---------- |  | ---------- |  | ---------- |
| MNIHMKRKTI |  | KNINTFENRM |  | LMLDGMPAVR |  | VKTELLESEQ |  | GSPNVHNYPD |
| MEAVPLLLNN |  | VKGEPPEDSL |  | SVDHFQTQTE |  | PVDLSINKAR |  | TSPTAVSSSP |
| VSMTASASSP |  | SSTSTSSSSS |  | SRLASSPTVI |  | TSVSSASSSS |  | TVLTPGPLVA |
| SASGVGGQQF |  | LHIIHPVPPS |  | SPMNLQSNKL |  | SHVHRIPVVV |  | QSVPVVYTAV |
| RSPGNVNNTI |  | VVPLLEDGRG |  | HGKAQMDPRG |  | LSPRQSKSDS |  | DDDDLPNVTL |
| DSVNETGSTA |  | LSIARAVQEV |  | HPSPVSRVRG |  | NRMNNQKFPC |  | SISPFSIEST |
| RRQRRSESPD |  | SRKRRIHRCD |  | FEGCNKVYTK |  | SSHLKAHRRT |  | HTGEKPYKCT |
| WEGCTWKFAR |  | SDELTRHYRK |  | HTGVKPFKCA |  | DCDRSFSRSD |  | HLALHRRRHM |
| LV         |  |            |  |            |  |            |  |            |

A: Аланін

C: Цистеїн

D: Аспарагінова кислота

E: Глутамінова кислота

F: Фенілаланін

G: Гліцин

H: Гістидин

I: Ізолейцин

K: Лізин

L: Лейцин

M: Метіонін

N: Аспарагін

P: Пролін

Q: Глутамін

R: Аргінін

S: Серин

T: Треонін

V: Валін

W: Триптофан

Кодований геном білок за функціями належить до репресорів, фосфопротеїнів. 
Задіяний у таких біологічних процесах, як транскрипція, регуляція транскрипції, альтернативний сплайсинг. 
Білок має сайт для зв'язування з іонами металів, іоном цинку, ДНК. 
Локалізований у ядрі.